# Munții Bieszczady
Munții Bieszczady (în poloneză Bieszczady) reprezintă un lanț muntos aflat în zona de graniță dintre Polonia, Ucraina și Slovacia. Se întind pe o lungime de circa 60 km și adăpostesc numeroase specii de animale. Vîrful Pikuj (1.405 m) este cel mai înalt din acest lanț muntos și este situat pe granița dintre regiunile Liov și Transcarpatia.
În prezent este una din cele mai puțin populate zone muntoase ale Europei. Pe teritoriul polonez al lanțului se află Parcul Național Bieszczadzki. O parte din lanțul Bieszczady, Bukowskie Wierchy, se găsește pe teritoriul de nord-est a Slovaciei.